# Argya somervillei
Argya somervillei, "svartvingad skriktrast", är en fågelart i familjen fnittertrastar inom ordningen tättingar.

## Utbredning och systematik
Fågeln förekommer enbart i kustnära västra Indien, från Surat Dangs till Goa. Den betraktas oftast som underart till indisk skriktrast (Argya striata), men urskiljs sedan 2016 som egen art av Birdlife International och IUCN.

## Status
Den kategoriseras av IUCN som livskraftig.